# Arad Challenger 2013
L'Arad Challenger 2013, noto anche come BRD Arad Challenger, è stato un torneo di tennis facente parte della categoria ATP Challenger Tour nell'ambito dell'ATP Challenger Tour 2013. È stata la 3ª edizione del torneo che si è giocata a Arad in Romania dal 3 al 9 giugno 2013 su campi in terra rossa e aveva un montepremi di €42,000+H.

## Partecipanti singolare

### Teste di serie
| Nazionalità | Giocatore       | Ranking* | Testa di serie |
| ----------- | --------------- | -------- | -------------- |
| Germania    | Tobias Kamke    | 72       | 1              |
| Francia     | Guillaume Rufin | 98       | 2              |
| Romania     | Adrian Ungur    | 106      | 3              |
| Romania     | Marius Copil    | 134      | 4              |
| Italia      | Flavio Cipolla  | 138      | 5              |
| Tunisia     | Malek Jaziri    | 158      | 6              |
| Argentina   | Facundo Bagnis  | 165      | 7              |
| Argentina   | Guido Andreozzi | 167      | 8              |

* Ranking al 27 maggio 2013.

### Altri partecipanti
Giocatori che hanno ricevuto una wild card:
- Patrick Ciorcilă
- Petru-Alexandru Luncanu
- Bjoern Probst
- Dragos Torge

Giocatori che sono passati dalle qualificazioni:
- Marcel-loan Miron
- Pere Riba
- Franko Škugor
- Denis Zivkovic

## Partecipanti doppio

### Teste di serie
| Nazionalità | Giocatore        | Nazionalità | Giocatore        | Ranking* | Testa di serie |
| ----------- | ---------------- | ----------- | ---------------- | -------- | -------------- |
| Brasile     | Guilherme Clezar | Brasile     | Fabiano de Paula | 349      | 1              |
| Canada      | Peter Polansky   | Stati Uniti | Tennys Sandgren  | 356      | 2              |
| Croazia     | Franko Škugor    | Croazia     | Antonio Veić     | 360      | 3              |
| Austria     | Gerald Melzer    | Croazia     | Mate Pavić       | 371      | 4              |

* Ranking al 27 maggio 2013.

### Altri partecipanti
Coppie che hanno ricevuto una wild card:
- Alexandru-Daniel Carpen /  Dragos Cristian Mirtea
- Patrick Ciorcilă /  Victor Crivoi
- Sebastian Kraila /  Petru-Alexandru Luncanu

## Vincitori

### Singolare
Adrian Ungur ha battuto in finale  Marius Copil con il punteggio di 6–4, 7–6(3).

### Doppio
Franko Škugor /  Antonio Veić hanno battuto in finale  Facundo Bagnis /  Julio César Campozano con il punteggio di 7–6(5),4–6, [11–9].